# Petter Nejdel
Petter Nejdel, född 21 december 1794 i Flisby församling, Jönköpings län, död 12 oktober 1856, var en svensk präst.

## Biografi
Petter Nejdel föddes 1794 i Flisby församling. Han var son till rusthållaren Anders Pehrsson i Eksjö landsförsamling och Lena Jaensdotter. Nejdel blev höstterminen 1816 student vid Uppsala universitet och avlade 1823 filosofie kandidatexamen, promoverades 12 juni 1824 till filosofie magister och avlade 1834 teologie kandidatexamen. Han prästvigdes 3 mars 1822 och blev 22 april samma år komminister i Värmdö församling med tillträde 1823. Nejdel avlade 19 december 1835 pastoralexamen och fick 11 september 1837 extra ansökningsrätt till regala pastorat. Han blev 22 maj 1839 kyrkoherde i S:t Laurentii församling, Söderköping (extra sökande) och tillträdde genast. Nejdel utnämndes 20 november 1841 till prost och blev 26 juni 1849 kontraktsprost i Hammarkinds kontrakt. Han var vikarierande preses vid prästmötet 1853 och utnämndes 1854 till ledamot av Vasaorden. Nejdel avled 1856 och begravdes på Skönberga kyrkogård.

### Familj
Nejdel gifte sig 1829 med Edla Helena Tryggdahl (1801–1877), dotter till kronofogden Gabriel Tryggdahl i Värmdö tingslag och Catharina Magareta Forstedt. De fick tillsammans barnen Augusta Helena Charlotta Nejdel (född 1830) och Edla Maria Nejdel (1832–1912).